# Wijken en buurten in Borsele
De Nederlandse gemeente Borsele is voor statistische doeleinden onderverdeeld in wijken en buurten. De gemeente is verdeeld in de volgende statistische wijken:
- Wijk 00 Borsele-West (CBS-wijkcode:065400)
- Wijk 01 Borsele-Oost (CBS-wijkcode:065401)
- Wijk 02 Borsele-Midden en -Oost (CBS-wijkcode:065402)
- Wijk 03 Borsele-Zuidoost (CBS-wijkcode:065403)

Een statistische wijk kan bestaan uit meerdere buurten. Onderstaande tabel geeft de buurtindeling met kentallen volgens het Centraal Bureau voor de Statistiek (2008):
| CBS-buurtcode | Buurtnaam                           | Inwonertal | Opp. totaal (ha) | Opp. land (ha) | Ligging                |
| ------------- | ----------------------------------- | ---------- | ---------------- | -------------- | ---------------------- |
| BU06540000    | 's-Heerenhoek                       | 1630       | 64               | 64             | Locatie in de gemeente |
| BU06540001    | Borssele                            | 1220       | 55               | 55             | Locatie in de gemeente |
| BU06540002    | Nieuwdorp                           | 900        | 40               | 40             | Locatie in de gemeente |
| BU06540003    | Lewedorp                            | 1220       | 35               | 35             | Locatie in de gemeente |
| BU06540004    | Havengebied Sloe                    | 0          | 1064             | 1061           | Locatie in de gemeente |
| BU06540006    | Verspreide huizen 's-Heerenhoek     | 310        | 840              | 840            | Locatie in de gemeente |
| BU06540007    | Verspreide huizen Borssele          | 210        | 1078             | 1070           | Locatie in de gemeente |
| BU06540008    | Verspreide huizen Nieuwdorp         | 280        | 430              | 430            | Locatie in de gemeente |
| BU06540009    | Verspreide huizen Lewedorp          | 540        | 1431             | 1420           | Locatie in de gemeente |
| BU06540100    | Heinkenszand                        | 4840       | 193              | 193            | Locatie in de gemeente |
| BU06540101    | 's-Gravenpolder                     | 4310       | 141              | 141            | Locatie in de gemeente |
| BU06540102    | Nisse                               | 480        | 34               | 34             | Locatie in de gemeente |
| BU06540103    | 's-Heer-Abtskerke                   | 370        | 25               | 25             | Locatie in de gemeente |
| BU06540106    | Verspreide huizen Heinkenszand      | 550        | 1020             | 1010           | Locatie in de gemeente |
| BU06540107    | Verspreide huizen 's-Gravenpolder   | 170        | 672              | 658            | Locatie in de gemeente |
| BU06540108    | Verspreide huizen Nisse             | 140        | 985              | 980            | Locatie in de gemeente |
| BU06540109    | Verspreide huizen 's Heer-Abtskerke | 170        | 1057             | 1053           | Locatie in de gemeente |
| BU06540200    | Ovezande                            | 910        | 45               | 45             | Locatie in de gemeente |
| BU06540201    | Hoedekenskerke                      | 560        | 29               | 29             | Locatie in de gemeente |
| BU06540202    | Kwadendamme                         | 660        | 23               | 23             | Locatie in de gemeente |
| BU06540207    | Verspreide huizen Ovezande          | 300        | 884              | 880            | Locatie in de gemeente |
| BU06540208    | Verspreide huizen Hoedekenskerke    | 170        | 580              | 580            | Locatie in de gemeente |
| BU06540209    | Verspreide huizen Kwadendamme       | 290        | 607              | 599            | Locatie in de gemeente |
| BU06540300    | Baarland                            | 450        | 30               | 30             | Locatie in de gemeente |
| BU06540301    | Oudelande                           | 490        | 41               | 41             | Locatie in de gemeente |
| BU06540302    | Driewegen                           | 400        | 41               | 41             | Locatie in de gemeente |
| BU06540303    | Ellewoutsdijk                       | 340        | 39               | 38             | Locatie in de gemeente |
| BU06540306    | Verspreide huizen Baarland          | 170        | 800              | 800            | Locatie in de gemeente |
| BU06540307    | Verspreide huizen Oudelande         | 230        | 794              | 793            | Locatie in de gemeente |
| BU06540308    | Verspreide huizen Driewegen         | 160        | 574              | 572            | Locatie in de gemeente |
| BU06540309    | Verspreide huizen Ellewoutsdijk     | 70         | 633              | 622            | Locatie in de gemeente |